# Raising Hell (wideo Iron Maiden)
Raising Hell – wideo koncertowe heavymetalowego zespołu Iron Maiden, wydane w maju 1994. Album został nagrany 28 sierpnia 1993, w brytyjskim studiu filmowym Pinewood Studios i wyemitowany w systemie pay-per-view w Ameryce Północnej. Wideo zostało wydane w dwóch formatach: VHS i DVD przez BMG (w Stanach Zjednoczonych) i EMI (pozostała reszta świata).

## Lista utworów
1. "Be Quick or Be Dead"
2. "The Trooper"
3. "The Evil That Men Do"
4. "The Clairvoyant"
5. "Hallowed Be Thy Name"
6. "Wrathchild"
7. "Transylvania"
8. "From Here to Eternity"
9. "Fear of the Dark"
10. "The Number of the Beast"
11. "Bring Your Daughter... to the Slaughter"
12. "2 Minutes to Midnight"
13. "Afraid to Shoot Strangers"
14. "Heaven Can Wait"
15. "Sanctuary"
16. "Run to the Hills"
17. "Iron Maiden"

## Twórcy
- Bruce Dickinson - wokal
- Dave Murray - gitara
- Janick Gers - gitara
- Steve Harris - gitara basowa
- Nicko McBrain - perkusja